# Mehdi Ghayedi
Mehdi Ghayedi (en persan : مهدی قایدی) à Bouchehr en Iran, est un footballeur international iranien qui joue au poste d'ailier gauche à Al Nasr SC.

## Biographie

### En club

#### Iranjavan FC (2016-2017)
Mehdi Ghayedi commence sa carrière dans le club de sa ville natale où il est passé par les équipes de jeunes, il est promu en équipe première peu avant le début de la saison 2016-2017.
Le 2 septembre 2016, il joue son premier match professionnel lors de la cinquième journée d'Azadegan League (deuxième division iranienne) face au Malavan FC, il remplace Hossein Shojaei à la 62e minute de jeu et marque lors de son premier match à la 85e minute ce qui permet à son équipe de remporter la victoire 3 à 2.
L'Iranjavan FC ne réalise pas une grande saison en terminant à la 12e place du classement, mais Mehdi Ghayedi termine sur un bilan positif en marquant 10 buts et en réalisant 5 passes décisives, ce qui attire l'œil d'équipes du haut de tableau de première division iranienne.

#### Esteghlal Téhéran (2017-2021)
Le 1er juillet 2017, l'Esteghlal Téhéran annonce l'arrivée de Mehdi Ghayedi pour une durée de trois ans, la somme du transfert s'élève à 25 000€.
Il joue son premier match en première division iranienne le 4 août 2017 à l'occasion de la deuxième journée de la Coupe du golfe Persique 2017-2018 face à l'Esteghlal Khuzestan. Il remplace Omid Noorafkan à la 63e minute de jeu mais n'arrive pas à influencer le cours du match, la rencontre se termine sur le score vierge de 0 à 0.
Le 29 janvier 2018, Mehdi Ghayedi est hospitalisé aux soins intensifs de l'hôpital de Bouchehr à la suite d'un accident de voiture à Bouchehr, quelques amis et son cousin étaient eux aussi dans la voiture au moment du crash, son cousin meurt quelques jours après des suites de ses blessures. Quelques jours après son accident, ses coéquipiers remportent la victoire face au Naft Masjed Soleyman FC à l'occasion du troisième tour de la Coupe d'Iran et lui dédient la victoire.
Mehdi Ghayedi impressionne particulièrement lors de la Ligue des champions de l'AFC 2020, il marque trois buts et délivre une passe décisive en six matchs et s'illustre par sa technique. L'Esteghlal Téhéran se fait éliminer en huitièmes de finale par les Ouzbeks du Pakhtakor Tachkent mais cela n'empêche pas Mehdi de recevoir la récompense de 'meilleur jeune joueur de la compétition'.

#### Départ aux Émirats (depuis 2021)
Le 23 août 2021, l'Esteghlal Téhéran annonce le départ de Mehdi Ghayedi vers le club émirati de l'Al-Ahli Dubaï, le montant du transfert n'est pas révélé mais l'Esteghlal annonce que ce transfert est le transfert le plus cher de l'histoire du football iranien. Il signe un contrat d'une durée de cinq ans.
Le 23 juillet 2023, n'ayant pas la confiance de son coach Leonardo Jardim, Mehdi Ghayedi est prêté par Al-Ahli à Al-Ittihad Kalba à la demande de Farhad Majidi, l'entraîneur iranien de Kalba et ayant déjà entraîné à Mehdi à l'Esteghlal Teheran par le passé. Malgré la position défavorable d'Al-Ittihad Kalba dans la deuxième moitié du classement du championnat émirati, Mehdi Ghayedi réalise une saison pleine. En effet, il se distingue non seulement comme le meilleur joueur de son équipe, mais également comme l'un des meilleurs joueurs du championnat émirati. Cette performance attire l'attention de plusieurs clubs européens, notamment portugais comme le FC Porto et le SC Braga, ainsi que du club belge RSC Anderlecht, intéressé par le profil de l'ailier iranien. Par ailleurs, plusieurs équipes de l'élite du championnat japonais ont également manifesté leur intérêt pour un éventuel transfert.

## Statistiques

### Statistiques en club
| Saison                | Club                       | Championnat             | Championnat | Championnat | Championnat | Coupe nationale | Coupe nationale | Coupe nationale | Coupe de la Ligue | Coupe de la Ligue | Coupe de la Ligue | Supercoupe | Supercoupe | Supercoupe | Compétition(s) continentale(s) | Compétition(s) continentale(s) | Compétition(s) continentale(s) | Compétition(s) continentale(s) | Iran | Iran | Iran | Total | Total | Total |
| Saison                | Club                       | Division                | M.          | B.          | P.d.        | M.              | B.              | P.d.            | M.                | B.                | P.d.              | M.         | B.         | P.d.       | Comp.                          | M.                             | B.                             | P.d.                           | M.   | B.   | P.d. | M.    | B.    | P.d.  |
| 2016-2017             | FC Iranjavan               | Azadegan League         | 29          | 10          | 5           | -               | -               | -               | -                 | -                 | -                 | -          | -          | -          | -                              | -                              | -                              | -                              | -    | -    | -    | 29    | 10    | 5     |
| Sous-total            | Sous-total                 | Sous-total              | 29          | 10          | 5           | 0               | 0               | 0               | 0                 | 0                 | 0                 | 0          | 0          | 0          | -                              | 0                              | 0                              | 0                              | 0    | 0    | 0    | 29    | 10    | 5     |
| 2017-2018             | Esteghlal Téhéran          | Coupe du golfe Persique | 12          | 0           | 2           | 2               | 0               | 0               | -                 | -                 | -                 | -          | -          | -          | ACL                            | 1                              | 0                              | 0                              | -    | -    | -    | 15    | 0     | 2     |
| 2018-2019             | Esteghlal Téhéran          | Coupe du golfe Persique | 10          | 3           | 1           | 2               | 0               | 0               | -                 | -                 | -                 | -          | -          | -          | ACL                            | 3                              | 0                              | 0                              | -    | -    | -    | 15    | 3     | 1     |
| 2019-2020             | Esteghlal Téhéran          | Coupe du golfe Persique | 30          | 10          | 8           | 5               | 2               | 0               | -                 | -                 | -                 | -          | -          | -          | ACL                            | 6                              | 3                              | 1                              | -    | -    | -    | 41    | 15    | 9     |
| 2020-2021             | Esteghlal Téhéran          | Coupe du golfe Persique | 29          | 6           | 7           | 5               | 0               | 1               | -                 | -                 | -                 | -          | -          | -          | ACL                            | 6                              | 3                              | 1                              | 5    | 2    | 1    | 45    | 11    | 10    |
| 2022-2023             | Esteghlal Téhéran (prêt)   | Coupe du golfe Persique | 29          | 12          | 8           | 5               | 0               | 2               | -                 | -                 | -                 | 1          | 0          | 0          | -                              | -                              | -                              | -                              | 2    | 0    | 0    | 37    | 12    | 10    |
| Sous-total            | Sous-total                 | Sous-total              | 110         | 31          | 26          | 19              | 2               | 3               | 0                 | 0                 | 0                 | 1          | 0          | 0          | -                              | 16                             | 6                              | 2                              | 7    | 2    | 1    | 153   | 41    | 32    |
| 2021-2022             | Al-Ahli Dubaï              | UAE Pro League          | 22          | 4           | 3           | 2               | 0               | 0               | 3                 | 1                 | 0                 | 1          | 0          | 0          | ACL                            | 1                              | 0                              | 0                              | 3    | 0    | 0    | 32    | 5     | 3     |
| Sous-total            | Sous-total                 | Sous-total              | 22          | 4           | 3           | 2               | 0               | 0               | 3                 | 1                 | 0                 | 1          | 0          | 0          | -                              | 1                              | 0                              | 0                              | 3    | 0    | 0    | 32    | 5     | 3     |
| 2023-2024             | Al-Ittihad Kalba SC (prêt) | UAE Pro League          | 25          | 12          | 6           | 3               | 3               | 0               | 6                 | 1                 | 0                 | -          | -          | -          | -                              | -                              | -                              | -                              | 9    | 5    | 2    | 43    | 21    | 8     |
| 2024-2025             | Al-Ittihad Kalba SC (prêt) | UAE Pro League          | 23          | 16          | 7           | 2               | 2               | 0               | 1                 | 0                 | 1                 | -          | -          | -          | -                              | -                              | -                              | -                              | 8    | 2    | 0    | 34    | 20    | 8     |
| Sous-total            | Sous-total                 | Sous-total              | 48          | 28          | 13          | 5               | 5               | 0               | 7                 | 1                 | 1                 | 0          | 0          | 0          | -                              | 0                              | 0                              | 0                              | 17   | 7    | 2    | 77    | 41    | 16    |
| Total sur la carrière | Total sur la carrière      | Total sur la carrière   | 209         | 73          | 47          | 26              | 7               | 3               | 10                | 2                 | 1                 | 2          | 0          | 0          | -                              | 17                             | 6                              | 2                              | 27   | 9    | 3    | 291   | 97    | 56    |

## Palmarès

### En club
| Esteghlal Téhéran (2) | Al-Ahli Dubaï (0)                                                                                    |
| --- | --- |
| - Championnat d'Iran : - Vice-champion en 2020 - Coupe d'Iran (1) : - Vainqueur en 2018 - Finaliste en 2020, 2021 et 2023 - Supercoupe d'Iran (1) : - Vainqueur en 2022 - Finaliste en 2018 | - Coupe de la Ligue des Émirats : - Finaliste en 2022 - Supercoupe des Émirats : - Finaliste en 2021 |

### En sélection
| Iran (1)                                                      |
| ------------------------------------------------------------- |
| - Coupe d'Asie centrale des nations (1) : - Vainqueur en 2023 |